# Poolacode
Poolacode es una ciudad censal situada en el distrito de Kozhikode en el estado de Kerala (India). Su población es de 29872 habitantes (2011). Se encuentra a 15 km de Kozhikode.

## Demografía
Según el censo de 2011 la población de Poolacode era de 29872 habitantes, de los cuales 14668 eran hombres y 15204 eran mujeres. Poolacode tiene una tasa media de alfabetización del 95,99%, superior a la media estatal del 94%: la alfabetización masculina es del 98,13%, y la alfabetización femenina del 93,96%.